# Boxe nos Jogos Pan-Americanos de 2011 - Peso leve
A categoria leve do boxe nos Jogos Pan-Americanos de 2011 foi disputada entre 22 e 29 de outubro na Arena Expo Guadalajara, em Guadalajara, com 11 boxeadores.

## Calendário
Horário local (UTC-6).
| Data          | Horário | Fase             |
| ------------- | ------- | ---------------- |
| 22 de outubro | 18:00   | Preliminares     |
| 24 de outubro | 14:00   | Quartas-de-final |
| 26 de outubro | 19:00   | Semifinal        |
| 29 de outubro | 19:00   | Final            |

## Medalhistas
| Ouro   | CUB Yasnier Toledo                   |
| Prata  | BRA Robson Conceição                 |
| Bronze | PUR Ángel Suárez MEX Ángel Gutiérrez |

## Resultados

### Chave
|  | Preliminares         | Preliminares         | Preliminares |  |  | Quartas-de-final     | Quartas-de-final     | Quartas-de-final     |    |                      | Semifinal            | Semifinal          | Semifinal |  |  | Final | Final | Final |
|  |                      |                      |              |  |  |                      |                      |                      |    |                      |                      |                    |           |  |  |       |       |       |
|  |                      |                      |              |  |  |                      |                      |                      |    |                      |                      |                    |           |  |  |       |       |       |
|  |                      |                      |              |  |  | VEN Fradimil Macayo  | VEN Fradimil Macayo  | 5                    |    |                      |                      |                    |           |  |  |       |       |       |
|  | CUB Yasnier Toledo   | CUB Yasnier Toledo   | RSC          |  |  | CUB Yasnier Toledo   | CUB Yasnier Toledo   | 24                   |    |                      |                      |                    |           |  |  |       |       |       |
|  | NCA Julio Laguna     | NCA Julio Laguna     |              |  |  |                      |                      |                      |    | CUB Yasnier Toledo   | CUB Yasnier Toledo   | 13                 |           |  |  |       |       |       |
|  |                      |                      |              |  |  |                      | MEX Ángel Gutiérrez  | MEX Ángel Gutiérrez  | 7  |                      |                      |                    |           |  |  |       |       |       |
|  |                      |                      |              |  |  | MEX Ángel Gutiérrez  | MEX Ángel Gutiérrez  | 27                   |    |                      |                      |                    |           |  |  |       |       |       |
|  |                      |                      |              |  |  | BAR Cobia Breedy     | BAR Cobia Breedy     | 7                    |    |                      |                      |                    |           |  |  |       |       |       |
|  |                      |                      |              |  |  |                      |                      |                      |    |                      | CUB Yasnier Toledo   | CUB Yasnier Toledo | 16        |  |  |       |       |       |
|  |                      |                      |              |  |  |                      | BRA Robson Conceição | BRA Robson Conceição | 11 |                      |                      |                    |           |  |  |       |       |       |
|  |                      |                      |              |  |  | USA Toka Kahn-Clary  | USA Toka Kahn-Clary  | 6                    |    |                      |                      |                    |           |  |  |       |       |       |
|  | BRA Robson Conceição | BRA Robson Conceição | 18           |  |  | BRA Robson Conceição | BRA Robson Conceição | 21                   |    |                      |                      |                    |           |  |  |       |       |       |
|  | DOM Wellinton Arias  | DOM Wellinton Arias  | 11           |  |  |                      |                      |                      |    | BRA Robson Conceição | BRA Robson Conceição | 27                 |           |  |  |       |       |       |
|  | PUR Ángel Suárez     | PUR Ángel Suárez     | 19           |  |  |                      | PUR Ángel Suárez     | PUR Ángel Suárez     | 8  |                      |                      |                    |           |  |  |       |       |       |
|  | COL César Villarraga | COL César Villarraga | 16           |  |  | PUR Ángel Suárez     | PUR Ángel Suárez     | 26                   |    |                      |                      |                    |           |  |  |       |       |       |
|  |                      |                      |              |  |  | ECU Julio Cortez     | ECU Julio Cortez     | 13                   |    |                      |                      |                    |           |  |  |       |       |       |
|  |                      |                      |              |  |  |                      |                      |                      |    |                      |                      |                    |           |  |  |       |       |       |